# 渋谷多喜
渋谷 多喜（しぶや たき、2004年10月時点の氏名は木村 多喜、1941年1月2日 - ）は、日本の元女子体操競技選手。1964年東京五輪および1968年メキシコシティー五輪の日本代表選手である。1966年世界体操競技選手権ドルトムント大会で銅メダルを獲得した。

## 経歴
山形県の酒田市立平田中学校から酒田市立高等学校、日本大学文理学部体育学科へ進学した。1962年の世界体操競技選手権プラハ大会の日本代表、1964年東京五輪の日本代表、そして1968年メキシコシティー五輪の日本代表に選ばれたが、いずれの大会も試合には出場しなかった。しかし、1962年の全日本学生体操競技選手権大会において女子個人総合で金メダルを獲得し、1965年のユニバーシアード競技大会ブダペスト大会には日本代表として出場した。同年にはNHK杯体操選手権で優勝し、さらにこの年から1967年までNHK杯で3大会連続優勝した。このNHK杯3連覇の記録は1982年に加納弥生が4連覇するまで破られなかった。1966年には全日本体操競技選手権大会の女子個人総合でも金メダルを獲得している。その年の世界体操競技選手権ドルトムント大会ではチームの団体総合での銅メダル獲得に貢献し、段違い平行棒では6位に入った。